# Torre di Cala Moresca
La torre di Cala Moresca è una torre costiera situata nel comune di Monte Argentario. La sua ubicazione è lungo il tratto litoraneo nord-occidentale del promontorio dell'Argentario, su un piccolo poggio che domina l'omonima cala, raggiungibile dalla strada panoramica costiera.

## Storia

La costa di Cala Moresca con la torre in primo piano

La torre fu costruita dagli Spagnoli nella seconda metà del Cinquecento per rafforzare il sistema difensivo lungo la costa dello Stato dei Presidi.
Rispetto ad altre strutture difensive presenti lungo il promontorio, per cause incerte questa torre assunse tuttavia un ruolo sempre più marginale nel corso del tempo, tanto che in alcune mappe di epoca settecentesca viene completamente omessa. Proprio sul finire di quel secolo la torre risultava già abbandonata, tanto che la cala sottostante risultò essere un punto debole durante alcune incursioni piratesche negli anni seguenti.
Il rapido degrado della struttura è stato reso inesorabile anche dalla piena esposizione del luogo ai venti che hanno contribuito a determinare rapidi fenomeni erosivi delle strutture edilizie.

## Descrizione
La torre di Cala Moresca si presenta sotto forma di ruderi, dove risulta ancora ben conservato il basamento a scarpa cordonato a pianta quadrangolare, con pareti rivestite in pietra, che nell'insieme si presenta come un imponente blocco troncopiramidale.
Al di sopra del cordone che delimita in alto il basamento, rimangono solo pochissimi resti delle strutture murarie che costituivano la parte superiore della torre costiera, che originariamente si sviluppava su tre livelli con feritoie presenti a varie altezze per permettere lo svolgimento di funzioni di difesa attiva.
Attualmente è in forte degrado e necessiterebbe un restauro almeno conservativo.